# Şennur Nogaylar
Şennur Nogaylar (Istanbul, Turska - 1957.) je turska glumica.Najpoznatija je po ulozi Firdevs u Tisuću i jednoj noći te kao Leyla u Ljubav i kazna.

## Filmografija

### Televizijske uloge
- Ljubav i kazna (2010. – 2011.) kao Leyla
- Tisuću i jedna noć (2006. – 2008.) kao Firdevs
- Omuz Omuza (2004.) kao Fıtnat Öz

### Filmske uloge
- Dersimiz Atatürk (2009.)
- Hokkabaz (2006.) kao Emine
- Döngel Karhanesi (2005.) kao Cemile